# چئونگ چونگ کنگ
چئونگ چونگ کنگ، (به انگلیسی: Cheong Choong Kong) (زاده ۹ ژوئن ۱۹۴۱) کارآفرین، بانکدار و مدیر ارشد اجرایی مالزیایی است، که در حال حاضر به‌عنوان رییس هیئت مدیره اوسی‌بی‌سی بانک فعالیت می‌کند.